# Charlotte de Cossé-Brissac
Charlotte de Cossé-Brissac, född Gouffier de Boisy 1482, död efter 1537, var en fransk hovfunktionär. Hon var guvernant till Frankrikes barn från 1518. 
Hon var dotter till Guillaume Gouffier, Seigneur de Boisy, och Philippa de Montmorency. Hon gifte sig 1503 med Rene de Cossé och blev mor till Artus de Cossé-Brissac. 
Hon tillhörde en familj där många medlemmar var anställda vid hovet, något som i sig sågs som en rekommendation för hovtjänst. Vid födseln av kronprinsen 1518 anställdes hon som kunglig guvernant, ett ämbete hon delade med flera underguvernanter, av vilka två var hennes systrar: Madeleine Gouffier de Chavigny (senare dame d'honneur hos Katarina av Medici) och Anne Gouffier de Montreuil-Bonin.  Samtidigt utsågs hennes bror Artus de Gouffier (död 1519) till guvernör för kungens söner; han efterträddes av hennes andre bror Guillame, som 1523 efterträddes av hennes make.  
Hon innehade därmed ett framträdande ämbete vid franska hovet och deltog i offentliga ritualer vid kunglig representation. Hon beröms för det ambitiösa utbildningsprogram hon gav kungabarnen. Sedan prinsarna överlämnats till män efter en viss ålder fortsatte hon ta hand om prinsessorna Madeleine och Marguerite tills de blev gamla nog att inte ha guvernanter, varefter hon i praktiken i stället blev hovmästarinna för deras gemensamma hov, en ställning hon hade ännu år 1537, när prinsessornas gemensamma hushåll upplöstes genom Madeleines giftermål.  